# Sericulus
Sericulus Swainson, 1825 è un genere di uccelli passeriformi della famiglia Ptilonorhynchidae.

## Etimologia

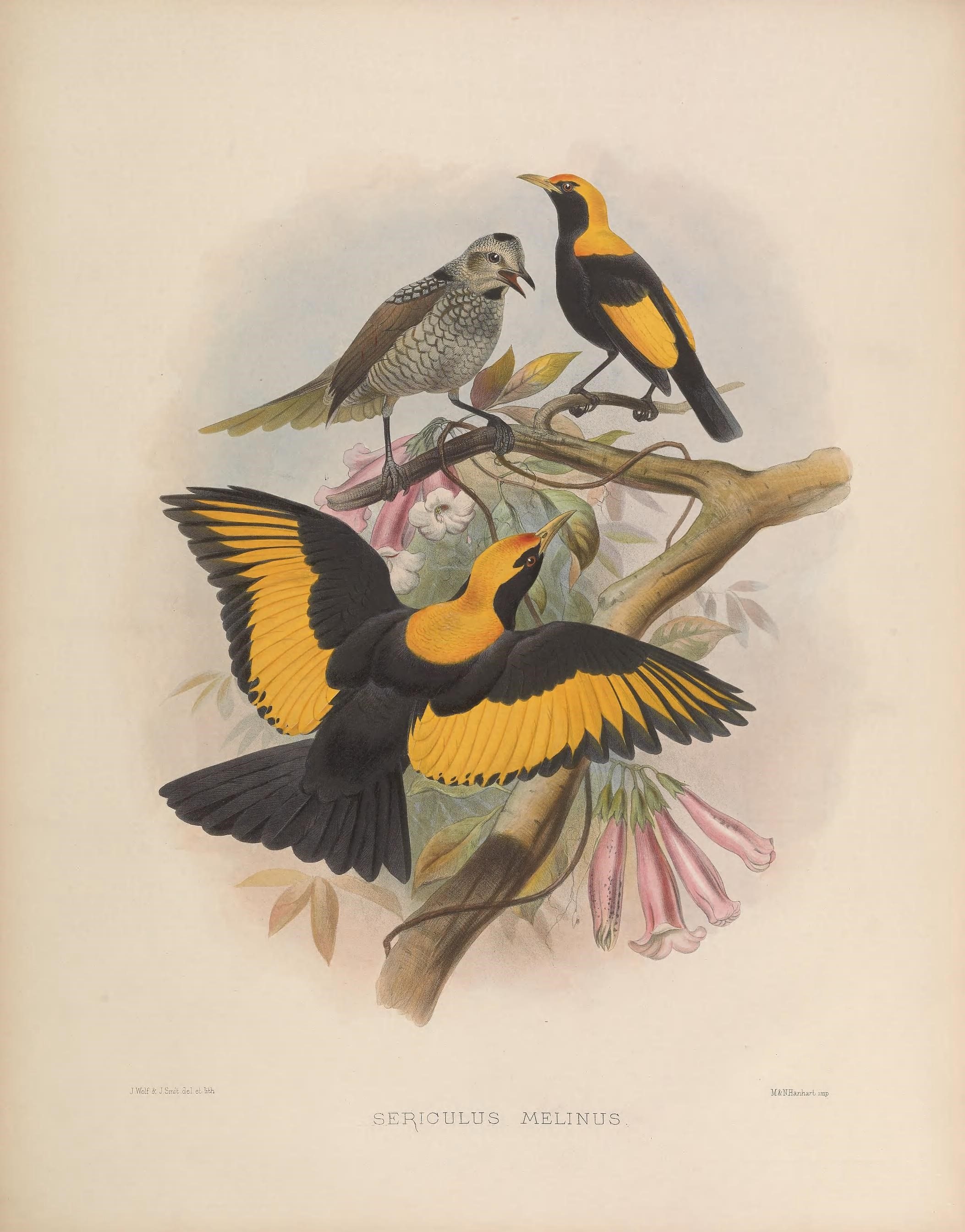
S. chrysocephalus.

Il nome scientifico del genere, Sericulus, è una latinizzazione del diminutivo del termine greco σηρικον (sērikon), "seta", che rappresenta un riferimento alla consistenza del piumaggio di questi uccelli.

## Descrizione
Al genere vengono ascritte specie di piccole dimensioni (24,5-27 cm) e dall'aspetto paffuto e massiccio (reso ancora più arrotondato dalle penne della nuca che nei maschi ricadono sul dorso a mo' di cappa), caratterizzate dall'avere una testa piccola e arrotondata con lungo e sottile becco conico, ali digitate, zampe lunghe e forti e coda di media lunghezza e di forma squadrata: nel complesso, questi uccelli ricordano non poco gli oriolidi, coi quali non sono tuttavia imparentati in maniera particolarmente stretta.
Il piumaggio presenta dicromatismo sessuale: le femmine presentano infatti colorazione mimetica dominata dai toni del bruno dorsalmente e del grigio screziato inferiormente, mentre i maschi mostrano sgargienti livree dominate da estese aree di colore rosso (presente solitamente su testa e dorso), giallo o nero (presente su faccia e area ventrale).

## Biologia

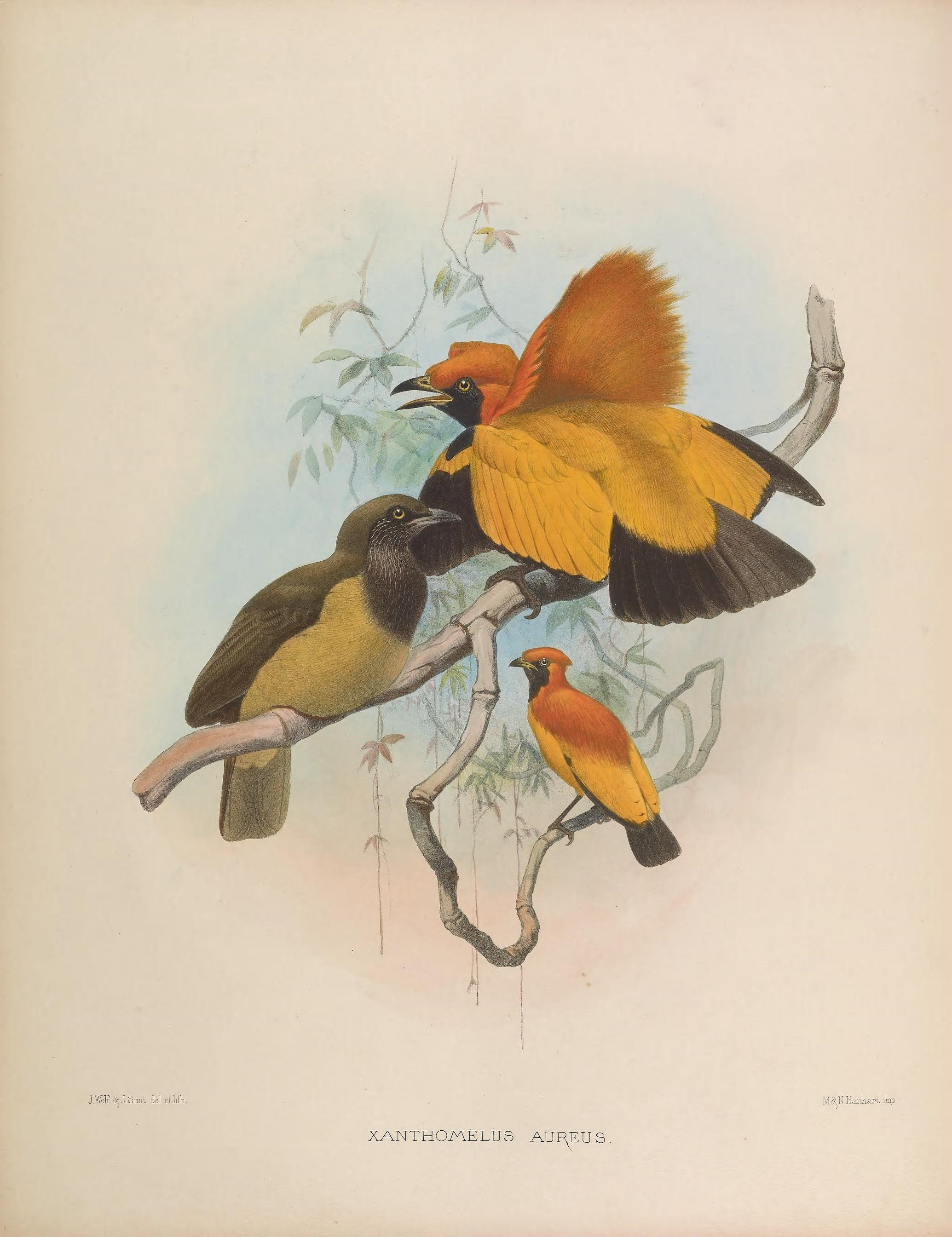
S. aureus.

Gli uccelli ascritti al genere presentano abitudini di vita diurne e passano gran parte della giornata alla ricerca di cibo (costituito da frutta e invertebrati in proporzioni grossomodo paragonabili) fra i rami degli alberi, muovendosi da soli o in piccoli gruppi: durante la stagione degli amori, i maschi divengono solitari e territoriali, delimitando un'area sul suolo della foresta che puliscono accuratamente e sulla quale edificano una struttura a vialetto piantando rametti in rapida sequenza. Al sopraggiungere di una femmina, il maschio (che canta incessantemente per richiamare potenziali compagne) la accompagna nella visita al pergolato nuziale, arruffando le penne del vertice e la gualdrappa di lunghe penne del dorso e mostrandole gli oggetti coi quali ha cura di abbellire i dintorni della propria costruzione per impressionarla e spingerla ad accoppiarsi: dopo l'accoppiamento, i maschi si disinteressano completamente delle femmine, che porteranno avanti da sole l'evento riproduttivo costruendo il nido, covando le uova ed occupandosi di accudire i piccoli.

## Distribuzione e habitat
Le specie appartenenti al genere popolano la foresta pluviale di ambedue le sponde dello stretto di Torres, con tre che abitano la Nuova Guinea e una (l'uccello giardiniere testadorata) che vive in Australia orientale.

## Tassonomia

S. chrysocephalus.

Al genere vengono ascritte quattro specie:
- Genere Sericulus
  - Sericulus aureus (Linnaeus, 1758) - uccello giardiniere mascherato
  - Sericulus ardens (d'Albertis & Salvadori, 1879) - uccello giardiniere fiammante
  - Sericulus bakeri (Chapin, 1929) - uccello giardiniere crinito
  - Sericulus chrysocephalus (Lewin, 1808) -  uccello giardiniere testadorata

In seno alla famiglia Ptilonorhynchidae, il genere Sericulus rappresenta un clade basale rispetto ai sister taxa Chlamydera e Ptilonorhynchus.